# Стефан Азманов
Стефан Азманов (болг. Стефан Азманов; нар. 24 червня 1868, Стара Загора — пом. 27 квітня 1937, Софія) — болгарський воєначальник, генерал-майор. Головний оперуповноважений штабу Болгарської армії, командувач 4-ї армії.

## Біографія
Під час Першої світової війни (1915—1918) був головним оперуповноважений штабу армії (1915). З жовтня 1915 по листопад 1916 очолював 1-шу армію. 1 січня 1917 отримав звання генерал-майора. 
З березня 1917 року до кінця війни очолював 4-ту армію. Після демобілізації пішов у запас. 
Помер 27 квітня 1938 в Софії.

## Звання
- Лейтенант (7 листопада 1890)
- Капітан (1 січня 1896)
- Майор (31 грудня 1906)
- Підполковник (1 січня 1911)
- Полковник (14 лютого 1914)
- Генерал-майор (1 січня 1917)